# Доктор Ху (19. сезона)
Деветнаеста сезона британске научнофантастичне телевизијске серије Доктор Ху је почела 4. јануара 1982. епизодом Кастровалва (1. део), а завршила се епизодом Временски лет (4. део). Џон Нејтан-Тарнер је продуцирао сезону са три уредника сценарија: Кристофером Х. Бидмидом за прву причу, Ентонијем Рутом за следеће три и Ериком Соардом за последње три.

## Улоге

### Главне
- Питер Дејвисон као Пети Доктор
- Џенет Филдинг као Теган Јованка
- Сара Сатон као Ниса (епизоде 1−9, 12−26)
- Метју Вотерхаус као Адрик (епизоде 1−22, 24)

У 19. сезони представљен је Питер Дејвисон као Пети Доктор. Теган Јованка (Џенет Филдинг), Ниса (Сара Сатон) и Адрик (Метју Вотерхаус) били су му пратиоци. Адрик је убијен у врхунцу приче Земљотрес. То је био један од ретких случаја у серији да сапутник умире.

### Епизодне
- Ентони Ејнли као Господар (епизоде 1−4, 23−26)

Ентони Ејнли се вратиоа у Кастровалви и Временском лету као Господар.

## Епизоде
Ентони Рут је преузео место уредника сценарија од Бидмида од приче Четворка за судњи дан до приче Посета након чега га је заменио Ерик Соард. Серија је прешла са уобичајеног емитовања једном недељно суботом на емитовање два пута недељно, првенствено понедељком и уторком, иако је било окружних варијација у распореду.
Црна орхидеја је била прва чисто историјска прича без елемената научне фантастике осим за ТАРДИС и његову екипу још од серијала Горштаци из 4. сезоне. То је такође био први дводелни серијал од серијала Сонтарански оглед у 12. сезони и први у редовном приказивању дводелног серијала сваке сезоне до промене формата на епизоде од 45 минута у 22. сезони.
| Бр. еп. (укупно) | Бр. еп. (у сезони) | Наслов                           | Редитељ        | Сценариста          | Премијера         | Гледаност у Британији (милиони) |
| --- | ------------------ | -------------------------------- | -------------- | ------------------- | ----------------- | ------------------------------- |
| 554 | 1                  | "Кастровалва (1. део)"           | Фиона Каминг   | Кристофер Х. Бидмид | 4. јануар 1982.   | 9.10                            |
| Доктор се регенерисао, али није прошло добро. Психички се расплиће и треба му место за одмор изван спољашњих утицаја. Нажалост, Господар је поставио замку ТАРДИС-у која ускраћује Доктору неометано време опоравка. |                    |                                  |                |                     |                   |                                 |
| 555 | 2                  | "Кастровалва (2. део)"           | Фиона Каминг   | Кристофер Х. Бидмид | 5. јануар 1982.   | 8.60                            |
| Да би избегао пад у Догађај Један (Велики прасак), Доктор мора да претвори масу у замах тако што ће ТАРДИС избацити четвртину себе. Нажалост, не може се знати које собе ће бити избачене. |                    |                                  |                |                     |                   |                                 |
| 556 | 3                  | "Кастровалва (3. део)"           | Фиона Каминг   | Кристофер Х. Бидмид | 11. јануар 1982.  | 10.20                           |
| Град Кастровалва и његови непомућени људи видели би идеално место за доктора да се опорави, али страшно упозорење од Адрика којег је Господар заробио чини га мање виђеним. |                    |                                  |                |                     |                   |                                 |
| 557 | 4                  | "Кастровалва (4. део)"           | Фиона Каминг   | Кристофер Х. Бидмид | 12. јануар 1982.  | 10.40                           |
| Открива се да је Портрив од Кастровалве прерушени мајстор који је, како Доктор открива, створио самог Кастровалву да ухвати свог новорегенерисаног највећег непријатеља. |                    |                                  |                |                     |                   |                                 |
| 558 | 5                  | "Четворка за судњи дан (1. део)" | Џон Блек       | Теренс Дадли        | 18. јануар 1982.  | 8.40                            |
| Уместо на аеродром "Хитро", ТАРДИС слеће на свемирски брод. Доктор и његови сапутници упознају његове становнике, три Урбанкана и још изненађујуће скупину људи различитих националности и из различитих временских периода. |                    |                                  |                |                     |                   |                                 |
| 559 | 6                  | "Четворка за судњи дан (2. део)" | Џон Блек       | Теренс Дадли        | 19. јануар 1982.  | 8.80                            |
| Заинтригирани древним људима на броду Урбанкан, Доктор и његови сапутници одлучују да истраже даље. Доктор и Теган одвојени од Адрика и Нисе сазнају од Бигона истину о културним посленицима. |                    |                                  |                |                     |                   |                                 |
| 560 | 7                  | "Четворка за судњи дан (3. део)" | Џон Блек       | Теренс Дадли        | 25. јануар 1982.  | 8.90                            |
| Монарх осваја Адрика својим планом за човечанство, али Нису није тако лако поколебати. У међувремену, Бигон открива Доктору природу Монарха и бродских андроид становника док успаничена Теган покушава да побегне у ТАРДИС-у. |                    |                                  |                |                     |                   |                                 |
| 561 | 8                  | "Четворка за судњи дан (4. део)" | Џон Блек       | Теренс Дадли        | 26. јануар 1982.  | 9.40                            |
| Доктор треба да спречи Адрика да стане на страну Монарха и да тихо врати Бигона (који је механички лоботомизован јер је претходно стао на страну Доктора). Брод се тада претвара у једну велику вишекултуралну плесну забаву тако да Доктор може да направи очајнички скок за ТАРДИС који лебди одмах испред свемирског брода и заустави Монархове планове за Земљу. |                    |                                  |                |                     |                   |                                 |
| 562 | 9                  | "Кинда (1. део)"                 | Питер Гримвејд | Кристофер Бејли     | 1. фебруар 1982.  | 8.40                            |
| ТАРДИС слеће на Дева Локу. Док се Ниса опоравља у Тардису, Доктор и Адрик упознају истраживачки тим и њихове таоце, наизглед примитивног и немог Кинду. У међувремену, Теган у сновима мучи зло биће. |                    |                                  |                |                     |                   |                                 |
| 563 | 10                 | "Кинда (2. део)"                 | Питер Гримвејд | Кристофер Бејли     | 2. фебруар 1982.  | 8.50                            |
| Док Сандерс напушта куполу и добија чудну кутију од две женске врсте, Хиндл почиње да губи разум и хапси доктора, Адрика и Тода. У међувремену, Мара преузима Теганово тело. |                    |                                  |                |                     |                   |                                 |
| 564 | 11                 | "Кинда (3. део)"                 | Питер Гримвејд | Кристофер Бејли     | 8. фебруар 1982.  | 8.50                            |
| Отварајући кутију, Доктор и Тод сазнају истину о Кинди и беже од Хиндла да би пронашли мудру жену Кинда Пану. У међувремену, Мара, представљајући се као једна од својих, покушава да стави Кинду под своју контролу. |                    |                                  |                |                     |                   |                                 |
| 565 | 12                 | "Кинда (4. део)"                 | Питер Гримвејд | Кристофер Бејли     | 9. фебруар 1982.  | 8.90                            |
| Предвођени гласом Маре унутар Арика, Кинда почиње свој напад на куполу. Доктор, Тод и пробуђена Теган покушавају да зауставе две стране да се међусобно уништавају и сковају план да победе змијолику Мару. |                    |                                  |                |                     |                   |                                 |
| 566 | 13                 | "Посета (1. део)"                | Питер Мофат    | Ерик Соард          | 15. фебруар 1982. | 9.10                            |
| Покушавајући још једном да врати Теган на аеродром Хитру, Доктор уместо тога спушта ТАРДИС на исто место три стотине година раније где њега и његове пратиоце јуре љути сељани, али их спасава харизматични разбојник. |                    |                                  |                |                     |                   |                                 |
| 567 | 14                 | "Посета (2. део)"                | Питер Мофат    | Ерик Соард          | 16. фебруар 1982. | 9.30                            |
| Да би спасао Теган и Адрика, које је ухватио и испитао вођа бегунаца Терилептил, Доктор мора да прође поред месног становништва под контролом ванземаљаца и савлада Смрт (андроид слуга обучен као Мрачни косач). |                    |                                  |                |                     |                   |                                 |
| 568 | 15                 | "Посета (3. део)"                | Питер Мофат    | Ерик Соард          | 22. фебруар 1982. | 9.90                            |
| Доктор даје одбеглим Терилептилима ретку понуду коју не би требало да одбију. Али, иако малобројни, они имају план у изради за брзу и потпуну доминацију над Земљом и намеравају да га доведу до краја. |                    |                                  |                |                     |                   |                                 |
| 569 | 16                 | "Посета (4. део)"                | Питер Мофат    | Ерик Соард          | 23. фебруар 1982. | 10.30                           |
| Пошто су Теган и Ричард под контролом ванземаљаца, а имање је запечаћено против било кога да изађе или уђе, питање је да ли Доктор може да стигне у Лондон пре него што Терилептили ослободе свој побољшани сој црне смрти на свет. |                    |                                  |                |                     |                   |                                 |
| 570 | 17                 | "Црна орхидеја (1. део)"         | Рон Џоунс      | Теренс Дадли        | 1. март 1982.     | 9.90                            |
| ТАРДИС стиже у Енглеску 1925. године у близини места где је тајанствени, гргољави човек избегао своје окове и почео да дави слуге. Доктор је „очекиван“ и одведен (заједно са Теган, Нисом и Адриком) на сеоско имање Кренлијевих где Доктор учествује у партији крикета, а испоставило се да је Ниса блиска слика Ен, веренице Чарлса Кренлија. Сви остају на поподневном костимбалу. Теган учи друге како да раде чарлстон док Адрик једе, али Доктор се нашао у претраживању тајног пролаза у свом баде-мантилу пошто му је гргољави човек украо одећу и костим за забаву да би присуствовао балу и обрачунао се са једним од гостију. |                    |                                  |                |                     |                   |                                 |
| 571 | 18                 | "Црна орхидеја (2. део)"         | Рон Џоунс      | Теренс Дадли        | 2. март 1982.     | 10.10                           |
| Ен бежи од свог отмичара обученог у Харлекин, али она оптужује Доктора. Задављена тела се пењу и Доктор је ухапшен заједно са "приборима" Теган, Нисом и Адриком. Хоће ли тајна леди Кренли изаћи на видело? |                    |                                  |                |                     |                   |                                 |
| 572 | 19                 | "Потрес (1. део)"                | Питер Гримвејд | Ерик Соард          | 8. март 1982.     | 9.10                            |
| Усред свађе између Адрика и Доктора, ТАРДИС се материјализовао под земљом у далекој будућности Земље где се екипа палеонтолога и геолога налази на удару пара андроида. |                    |                                  |                |                     |                   |                                 |
| 573 | 20                 | "Потрес (2. део)"                | Питер Гримвејд | Ерик Соард          | 9. март 1982.     | 8.80                            |
| Уклањајући андроиде, Доктор и Адрик морају да онеспособе бомбу коју су несвесно активирали. Крећући ТАРДИС-ом да пронађу кривце, стижу на теретни брод док Киберљуди из далека посматрају свог старог непријатеља. |                    |                                  |                |                     |                   |                                 |
| 574 | 21                 | "Потрес (3. део)"                | Питер Гримвејд | Ерик Соард          | 15. март 1982.    | 9.80                            |
| На теретном броду, Доктор и Адрик су заробљени од стране капетана Бригса. Доктор са страхом гледа како његов стари непријатељи Киберљуди почињу да преузимају брод у великом броју. |                    |                                  |                |                     |                   |                                 |
| 575 | 22                 | "Потрес (4. део)"                | Питер Гримвејд | Ерик Соард          | 16. март 1982.    | 9.60                            |
| Теган су заобили Киберљуди, дозвољавајући кибер вођи да је користи као таокињу и примора Доктора да изврши своје налоге. Остављен на броду, Адрик покушава да га спречи да падне на Земљу како време истиче. |                    |                                  |                |                     |                   |                                 |
| 576 | 23                 | "Временски лет (1. део)"         | Рон Џоунс      | Питер Гримвејд      | 22. март 1982.    | 10.00                           |
| Након Адрикове смрти, Доктор организује путовање у викторијански Лондон како би свима подигао расположење, али ТАРДИС се уместо тога материјализовао на аеродрому Хитро где је Бритиш ервејз Конкорд тајанствено нестао. |                    |                                  |                |                     |                   |                                 |
| 577 | 24                 | "Временски лет (2. део)"         | Рон Џоунс      | Питер Гримвејд      | 23. март 1982.    | 8.50                            |
| Докторов ТАРДИС је украден, а његово праћење открива постојање ванземаљца по имену Калид који контролише догађаје у прошлости. Док Доктор оспорава Калидове побуде да је тамо, Теган и Ниса откривају извор Калидове моћи - још већу претњу за Доктора. |                    |                                  |                |                     |                   |                                 |
| 578 | 25                 | "Временски лет (3. део)"         | Рон Џоунс      | Питер Гримвејд      | 29. март 1982.    | 8.90                            |
| Господар заповеда Докторовим ТАРДИС-ом, остављајући насуканом Господару времена времена да разради мистерију ванземаљске светиње у коју покушава да уђе. Унутра се крије огромна моћ – цео род Ксерафина за који се мислило да је давно изгубљен, али је дестилован у једну живу суштину, спреман за поновно рођење, али сада пати од двоструке гешталт личности, добре и лоше, захваљујући Господаревом мешању у њу. Док две половине Ксерафина улазе у борбу за доминацију над целином, Доктор ради на повољном исходу пре него што Господар успе да их претвори у свој нови извор енергије.                                            |                    |                                  |                |                     |                   |                                 |
| 579 | 26                 | "Временски лет (4. део)"         | Рон Џоунс      | Питер Гримвејд      | 30. март 1982.    | 8.10                            |
| Укључујући род Ксерафина у свој састав напајања ТАРДИС, Господар је победио, али техничке препреке и мало минирања из пријатељских утакмица дају Доктору преговарачки новац за животе отетих и поробљених путника и посаде у ваздухоплову - са можда, само можда, нека нада и за Ксерафински род. |                    |                                  |                |                     |                   |                                 |

## Емитовање
Цела сезона је емитована од 4. јануара до 30. марта 1982. Први пут у историји серије, епизоде се нису емитовале суботом већ у формату два пута недељно понедељком и уторком.